# Atlanta Police Department
L'Atlanta Police Department (APD - Dipartimento di polizia di Atlanta) è l'agenzia di polizia municipale della città di Atlanta, nello stato americano della Georgia.

## Storia
Nel 1853 l'APD fu creato dal consiglio comunale della città di Atlanta, nel 1858 era composto da 20 agenti di polizia, il suo primo capo eletto fu Thomas Jones. Ha perso il suo primo ufficiale nel 1863. La forza di oltre 1.700 ufficiali è attualmente guidata dall'ex vice capo della polizia Rodney Bryant (facente funzioni), dopo che il capo Erika Shields si è dimessa in seguito all'uccisione di Rayshard Brooks. Bryant servirà come capo della polizia ad interim fino a quando la città non troverà un sostituto.

## Divisione delle zone
| Zona                 | Sezione della città di Atlanta                   |
| -------------------- | ------------------------------------------------ |
| Zona 1               | Western Atlanta                                  |
| Zona 2               | Northern Atlanta                                 |
| Zona 3               | Southern Atlanta                                 |
| Zona 4               | South-West Atlanta                               |
| Zona 5               | Downtown                                         |
| Zona 6               | Eastern Atlanta                                  |
| Sezione aeroportuale | Hartsfield-Jackson Atlanta International Airport |

## Insegne di grado
| Grado                                  | Insegna |
| -------------------------------------- | ------- |
| Capo della polizia                     |         |
| Assistente capo                        |         |
| Vicecapo                               |         |
| Maggiore                               |         |
| Capitano                               |         |
| Tenente                                |         |
| Sergente                               |         |
| Detective, (SPO) Senior Patrol Officer |         |
| Police Officer                         |         |

## Galleria d'immagini

Area di competenza dell'Atlanta Police Department
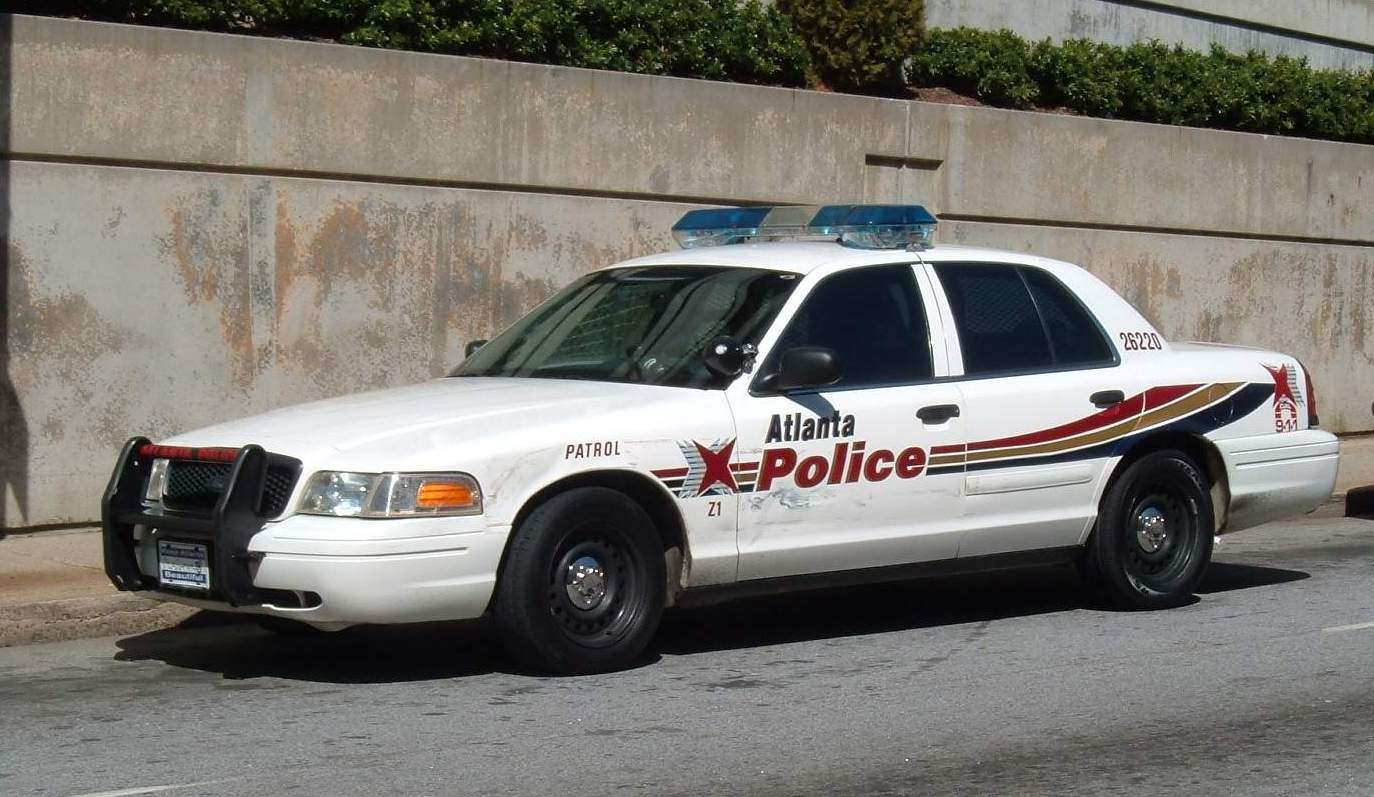
Ford Crown Victoria dell'APD
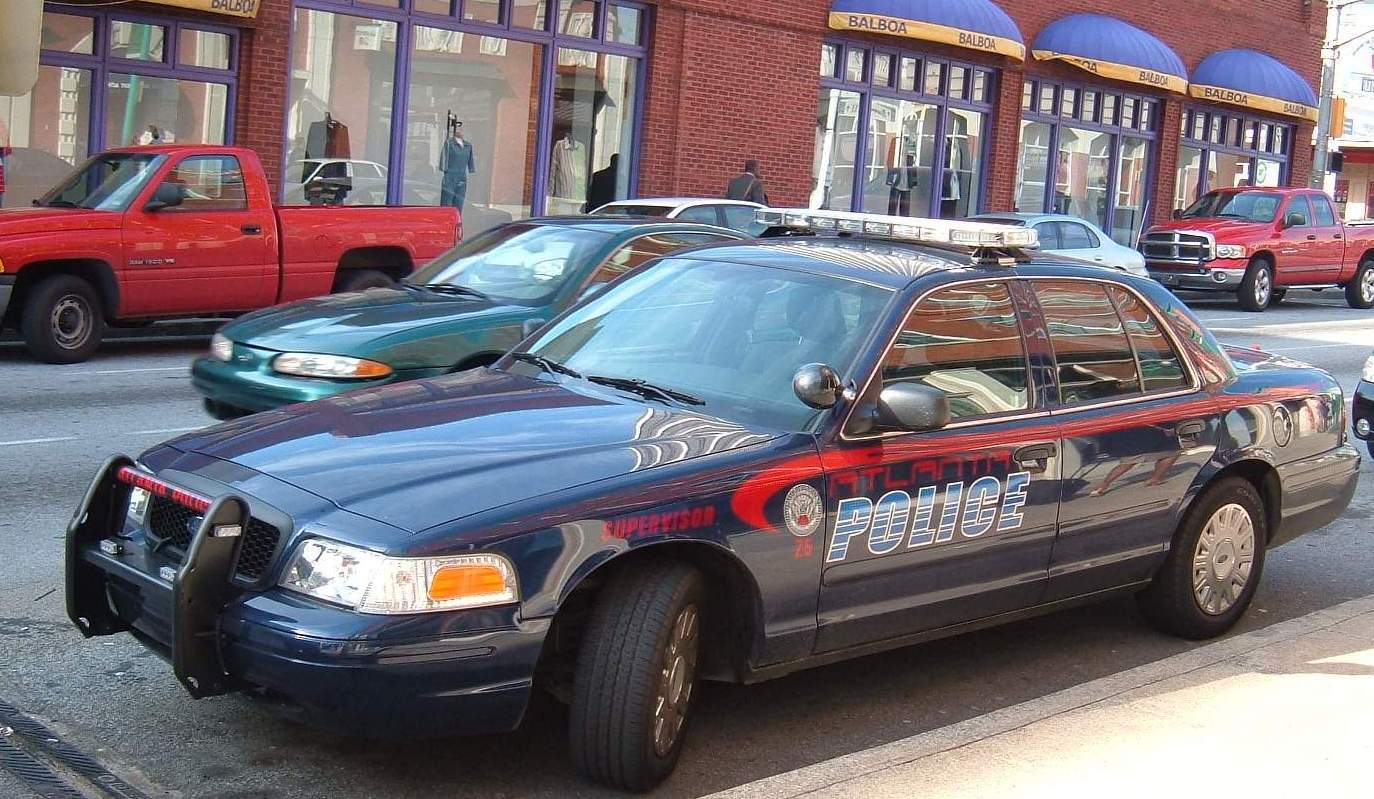
Un'altra Ford Crown Victoria

## Cultura di massa
È presente in numerose serie televisive e di film statunitensi, tra cui, Will Trent.